# ソーシャル・テクスト
ソーシャル・テクスト（Social Text）は、アメリカで出版されている学術雑誌。

## 概要
1979年の刊行以来、ジェンダー、セクシュアリティ、人種、環境問題など幅広い社会的・文化的な事象に取り組んでいる。ほぼ各号で取りあげられているのが、フェミニズム、マルクス主義、ポストコロニアリズム、ポストモダニズム、クイア理論、ポップカルチャーをめぐる議論である。この雑誌は、刊行が開始されて以来、ニューヨーク市の大学を中心とする複数の出版社（会）が入れ替わりながら運営を行っている。社会主義的あるいはマルクス主義的な傾向は弱まったが、その進歩主義的な政治志向には変わりはない。ソーシャル・テクストがデューク大学出版会から発行されるようになったのは1992年からである。

## ソーカル事件
この雑誌は1996年に、ソーカル事件の引き金となる、物理学者アラン・ソーカルが意図的にでたらめを書いた論文を掲載したことで悪名をはせた。「著者たちが無意味なことを語り、現実など存在しないということを主張する論文を、理解できないままに真面目な顔で出版した」ことを理由に、ソーシャル・テクストの編集者には1996年度のイグノーベル文学賞が贈られた。当時、この雑誌には学術的な意味での査読がおこなわれておらず、物理学者など外部の専門家によるチェックもないまま論文が掲載されていた。